# Detective Conan: The Last Wizard of the Century
Detective Conan: The Last Wizard of the Century, também conhecido como Case Closed: The Last Wizard of the Century  (名探偵コナン 世紀末の魔術師, Meitantei Konan: Seikimatsu no Majutsushi) nos Estados Unidos, é um filme de animação japonês baseado na franquia de anime e mangá Detective Conan. Foi lançado nos cinemas japoneses em 17 de abril de 1999. A FUNimation Entertainment adquiriu os direitos deste filme da TMS Entertainment em 17 de julho de 2009 e lançou dublado em dezembro de 2009. Esta é a primeira aparição em filmes de Ai Haibara (em inglês: Vi Graythorn), Kaitou Kid (em inglês: Phantom Thief Kid) e Heiji Hattori (em inglês: Harley Hartwell).

## Enredo
Kaitou Kid envia um aviso de roubo, avisando que roubará novamente. A polícia deduze então que seu próximo alvo é um ovo Fabergé recentemente descoberto, que o Museu de Arte Moderna Suzuki em Osaka exibirá em 22 de agosto. Na noite do roubo, Kid rouba o ovo e sai voando, e Conan e Heiji o perseguem. No entanto, no meio da perseguição, um assaltante desconhecido atira em Kid no olho direito, e Kid aparentemente morre, caindo no mar. Depois de recuperar o ovo, a polícia procura o corpo de Kid, mas sem sucesso em achar.
No dia seguinte, Conan, Ran e Kogoro embarcam em um barco para Tóquio. Eles conhecem Natsumi Kousaka, cujo bisavô criou o ovo Fabergé. Ela mostra a eles parte de um esboço de dois ovos e uma chave, que foram encontrados entre as lembranças de sua falecida avó. Conan suspeita que a pessoa que atirou em Kid está no navio. Naquela noite, Ryu Sagawa, um fotógrafo freelancer que cobria na imprensa a notícia do roubo do ovo, é assassinado, com um tiro no olho direito, da mesma forma que Kid. Logo depois que seu corpo é descoberto, o inspetor Megure, junto com os policiais Takagi e Shiratori, chegam de helicóptero para inspecionar a cena do crime. No início, eles suspeitam de um empregado do pai de Serena, o Sr. Nishino, mas a polícia e Conan concluem que o culpado é Scorpion - um assassino misterioso que sempre atira em suas vítimas no olho direito. Um barco salva-vidas sem ninguém sugere que Scorpion escapou, e os passageiros do barco vão para o Castelo Yokosuka, onde fica o próximo alvo de Scorpion: o segundo ovo.
Ao explorar o castelo, o grupo tropeça em passagens secretas sob o castelo. Enquanto eles atravessam os túneis, Inui, um negociante de arte, persegue uma figura sombria que ele vê em um dos túneis e é baleado por uma arma com silenciador. Investigando mais fundo no túnel, eles encontram um caixão com um cadáver segurando o segundo ovo. De repente, os dois ovos são arrancados.
Conan deduz que Scorpion é Seiran, a historiadora. Ela atira no olho direito de suas vítimas para vingar seu ancestral, Rasputin, cujo corpo foi encontrado sem um olho. Seiran tenta matar Conan com sua última bala, mas a bala ricocheteia no vidro à prova de balas dos óculos de Conan que Conan mandou instalar Agasa. Enquanto Conan chuta uma pedra, ela recarrega e está prestes a atirar quando uma carta de baralho tira a arma de suas mãos. Conan então a nocauteia com a pedra. Shiratori aparece e carrega Seiran para fora. Conan deduz que Shiratori é Kid disfarçado. De volta a Beika, Conan está prestes a confessar a Ran que ele é Shinichi, apenas para ser interrompido por Kid, que está disfarçado de Shinichi e distrai Ran. Kid então desaparece em uma enxurrada de pombos.

## Elenco de voz
Os personagens estão listados com os seus nomes em inglês:
| Personagem              | japonês            | Inglês               |
| ----------------------- | ------------------ | -------------------- |
| Amy Yeager              | Yukiko Iwai        | Monica Rial          |
| Conan Edogawa           | Minami Takayama    | Alison Viktorin      |
| Det. Mace Fuller        | Unshō Ishizuka     | Ian Sinclair         |
| Detetive Cashman        |                    | Andy Mullins         |
| Detetive Koumori        |                    | Bruce Lewis          |
| Detetive Nishimura      |                    | Jeremy Inman         |
| Detetive santos         | Kaneto Shiozawa    | Eric Vale            |
| Detetive Yazstremski    |                    | Billy Wilson         |
| Detetive Yokoyama       |                    | Greg silva           |
| Dr. Agasa               | Kenichi Ogata      | Bill Flynn           |
| George Kaminski         | Wataru Takagi      | Mike McFarland       |
| Giordano Infantino      |                    | Ed Blaylock          |
| Harley Hartwell         | Ryō Horikawa       | Kevin M. Connolly    |
| Inspetor Meguire        | Chafurin           | Mark Stoddard        |
| Jimmy Kudo              | Kappei Yamaguchi   | Jerry Jewell         |
| Kirsten Thomas          | Yūko Miyamura      | Gwendolyn Lau        |
| Maxwell Nishino         |                    | Anthony Bowling      |
| Mitch Tennyson          | Ikue Ōtani         | Cynthia Cranz        |
| Natasha Kousaka         | Emi Shinohara      | Trina Nishimura      |
| Criança Ladrão Fantasma | Kappei Yamaguchi   | Jerry Jewell         |
| Rachel Moore            | Wakana Yamazaki    | Colleen Clinkenbeard |
| Ray Segue               |                    | Christopher Bevins   |
| Richard Moore           | Akira Kamiya       | R Bruce Elliott      |
| Samuel sebastian        |                    | Cole Brown           |
| Seiran Hoshi            |                    | Harpa Clarine        |
| Serena Sebastian        | Naoko Matsui       | Laura Bailey         |
| Sergei Ovchinnikov      |                    | Christopher Ayres    |
| Xerez                   | Megumi Hayashibara | Brina Palencia       |
| Sotheby                 |                    | Grant James          |
| Superintendente Chaki   |                    | Bill Jenkins         |
| Wilder                  |                    | Doug Burkes          |

## Produção

### Música tema
Tema final: "One" por B'z.

## Lançamento
No Japão, o filme rendeu aos distribuidores (aluguel) 1.45 bilhão de ienes, e uma bilheteria bruta total de 2.6 bilhões de ienes.
The Last Wizard of the Century foi lançado nos Estados Unidos em 29 de dezembro de 2009. A Funimation detém os direitos de publicação da versão em inglês.
Em uma pesquisa de popularidade de 19 filmes de Detective Conan realizada em 2016, este filme ficou em 7º lugar.

## Home Media

### VHS
Detetive Conan: The Last Wizard of the Century, foi lançado em VHS em 12 de abril de 2000 pela Polydor Records.

### DVD da região 2
A Polydor Records lançou o filme em DVD no dia 28 de março de 2001. Um novo DVD foi lançado em 25 de fevereiro de 2011, reduzindo significativamente o preço original e adicionado o trailer como um bônus.

### DVD da região 1
Detective Conan: The Last Wizard of the Century foi licenciado pela FUNimation Entertainment em 17 de julho de 2009 com o nome de Case Closed - Movie: The Last Wizard of the century. Foi lançado diretamente em DVD em 29 de dezembro de 2009.

### Blu-ray
A versão Blu-ray do filme foi lançada em 22 de julho de 2011. O Blu-ray contém o mesmo conteúdo da versão de DVD, além de um mini-livreto explicando o filme e a função BD-live.

## Recepção
Todd Douglass, do DVD talk, considerou o filme uma das melhores aventuras de Detective Conan e destaca a aventura como tendo qualidade e o enredo como sendo criativo, comentando também como eles tornam o filme mais do que um episódio prolongado.
Theron Martin do Anime News Network, também criticou positivamente o filme, apesar de ter pequenos problemas com a arte sem brilho do filme e pela pouca aparição do Kaitou Kid, ele achou o filme acessível e disse que permitirá que os espectadores "apreciem a série no seu melhor, sem tendo que percorrer faixa intermináveis de episódios".